# Hood River County
Hood River County är ett administrativt område i delstaten Oregon, USA. År 2010 hade countyt 22 346 invånare. Den administrativa huvudorten (county seat) är Hood River.

## Geografi
Enligt United States Census Bureau så har countyt en total area på 1 383 km². 1 355 km² av den arean är land och 28 km² är vatten. 

### Angränsande countyn
- Multnomah County, Oregon - väst
- Clackamas County, Oregon - sydväst
- Wasco County, Oregon - syd, öst
- Klickitat County, Washington - nordöst
- Skamania County, Washington - nord